# Légia (bière)
Pour l’article homonyme, voir Légia.
Légia (aussi appelée Légia Pils, Legia ou L&gia) est une bière blonde de type pils brassée par la brasserie liégeoise Brasse & Vous, depuis 2014 puis par les Brasseries de Liège à l'ancienne Grand Poste de Liège depuis 2021. 
Elle s'est fait connaître notamment en étant désignée « meilleure pils de Belgique », en 2019,.
La gamme de bières Légia s'est ensuite étoffée avec une Légia ambrée, une Légia fruitée et une Légia triple.

## Histoire
À l'origine, la Legia n'était pas une bière de fermentation basse de type pils, mais une bière blonde de fermentation haute. Ce n'était donc pas du tout la même bière.
Créée en 2013 par Luc De Bruyn, professionnel de l'Horeca liégeois ayant suivi une formation brassicole en France, la bière évoluera ensuite lors de la naissance de la brasserie Brasse & Vous. Cette brasserie, fondée en 2014 à Rocourt (Liège) à la suite de la rencontre de Luc De Bruyn et Bruno Bonacchelli (un ingénieur ayant construit des brasseries un peu partout dans le monde durant une vingtaine d'années), va modifier la fabrication de cette bière pour en faire une bière de fermentation basse de type pils. Un style de bière présent dans le monde entier, et souvent laissé aux industriels, mais que les brasseurs artisanaux se réapproprient ces dernières années.

## Origine du nom
Le nom Légia vient d'un ruisseau portant le même nom, dont le confluent avec la Meuse constitue le premier foyer de développement de la ville de Liège.